# Эстонский национальный костюм

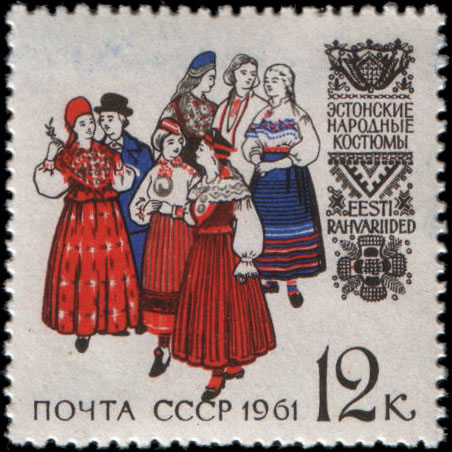
Эстонский народный костюм, почтовая марка 1961 г., СССР

Эстонский народный костюм (эст. eesti rahvarõivad) является сложившимся на протяжении веков комплексом одежды, распространённой у эстонского народа и являющегося неотъемлемой частью эстонской культуры.

## История

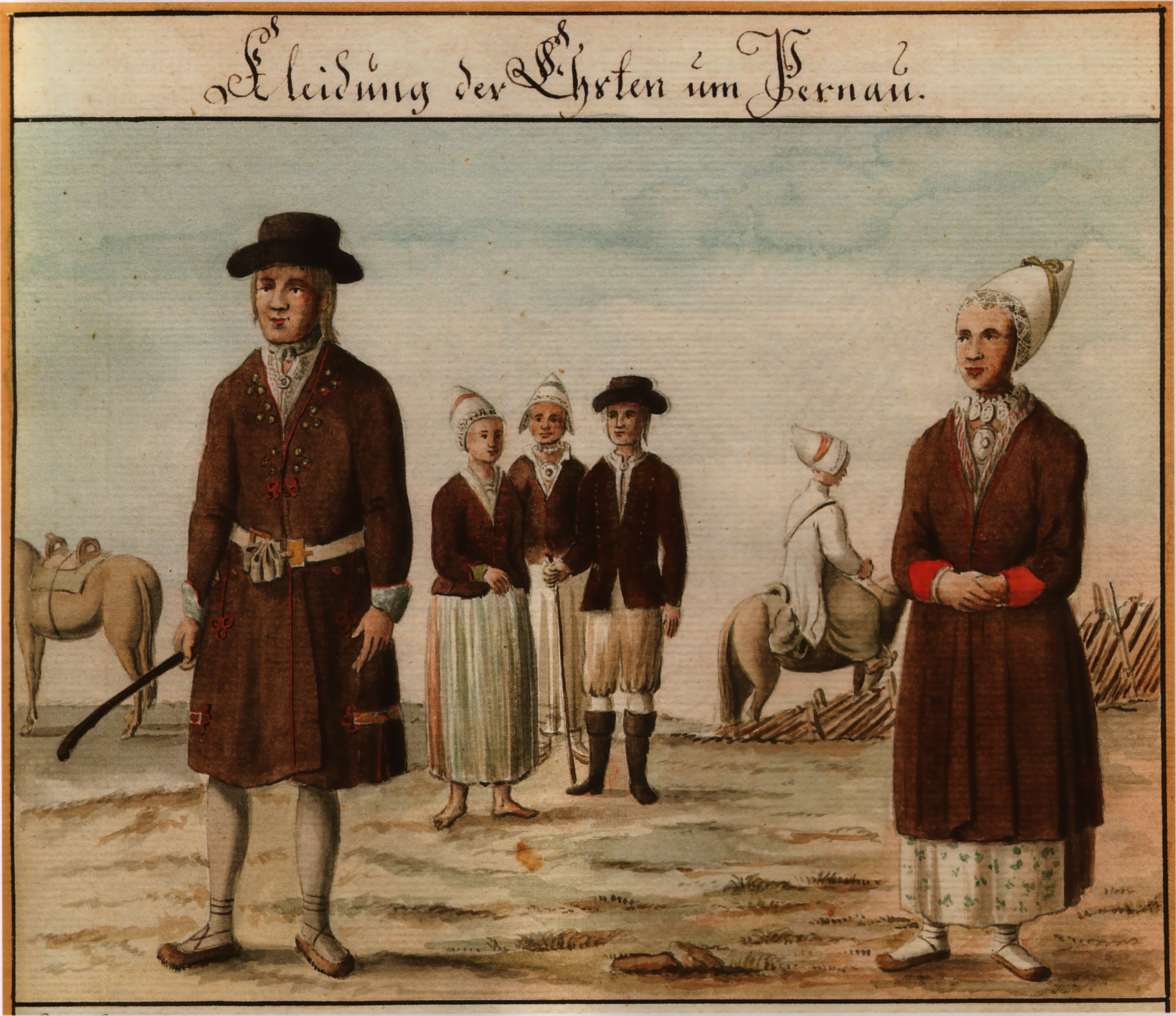
Жители окрестностей Пярну XVIII века, рисунок Иоганна Бротце

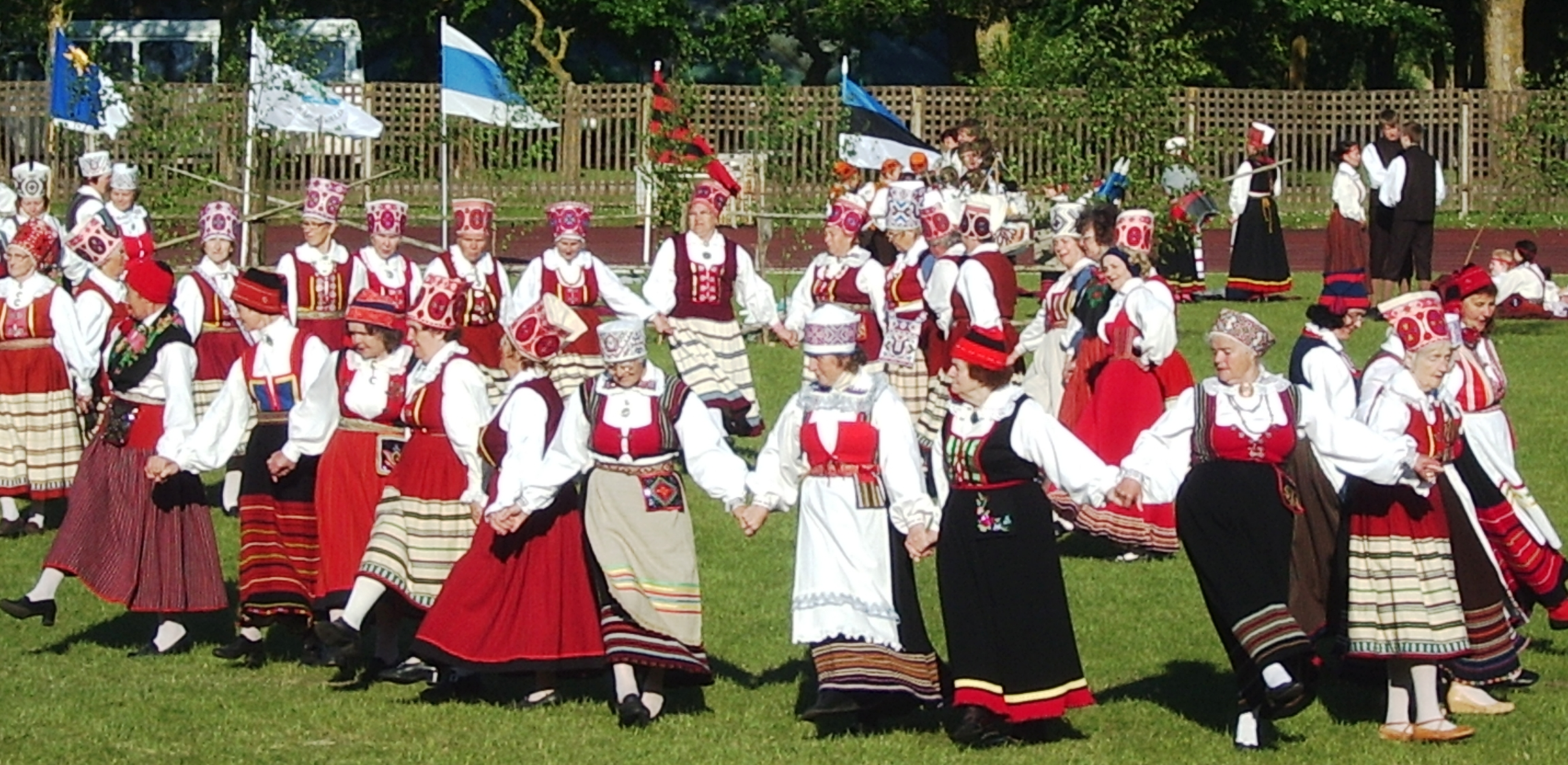
Женщины в национальных костюмах Сааремаа на Празднике песни и танца

Самые ранние археологические находки предметов эстонской одежды датируются XI—XIII веками. Женская одежда, по-видимому, состояла из шерстяной или холщовой туникообразного покроя рубахи, глухого сарафана или несшитой поясной одежды, набедренника и наплечного тканого покрывала, замужние, вероятно, носили передник и убрус. Мужская одежда того времени известна меньше, вполне возможно, что эстонцы, как и многие финно-угорские племена и народны носили белые штаны, такую же белую длинную рубаху навыпуск, а по праздникам — кафтаны. Данный комплекс одежды с незначительными изменениями продержался ориентировочно до XVI века.
В XVII веке костюм претерпевает существенные изменения, несшитая одежда вытесняется сшитой, онучи сменяются носками и чулками.
В «классическом» виде эстонский народный костюм сформировался к XVIII веку, к рубежу XVIII—XIX веков появляется незначительное городское влияние: многие элементы женской одежды упрощаются либо адаптируются под городской костюм, в частности, появляется выделение талии, одноцветная узкая юбка сменяется, сначала на севере, а потом и в других частях Эстонии, более широкой разноцветной продольно-полосатой юбкой, появляются лиф у женщин и жилет у мужчин.
С середины XIX столетия народная одежда подвергается все более сильному городскому влиянию (особенно на севере страны, где на тот момент находилось большее количество городов и присутствовало большее этническое многообразие), а несколько позже и общеевропейской моды. На село проникают фабричные хлопок, шёлк, сукно. Мужчины перешли к городской одежде уже в середине XIX в., а к концу века в большей части материковой Эстонии вышла из обихода и традиционная женская одежда; она удержалась лишь на окраинах — у сету, на юго-западе Сааремаа, на Муху и Кихну. Дольше всего, до начала XX в., в Эстонии сохранялся головной убор замужних женщин. Несмотря на городские влияния, в одежде сельского населения и в годы буржуазной республики существовал ряд своеобразных черт. Традиционные головные уборы женщин сменялись платками, городские шляпы распространения не получили. Мужчины носили фуражки и кепки, зимой — ушанки. В 1920—1930-е годы распространились также финские зимние шапки. Сохранялись повсеместно и овчинные шубы, которые надевались при поездках на санях. До 1930-х годов многие мужчины старшего поколения и в праздники не носили галстуков, а повязывали шейные платки, обычно белые. С приходом советской власти разница между городским и сельским костюмом окончательно стёрлась, и традиционный народный костюм бытовал лишь у пожилых женщин сету, на Кихну он сохранился в качестве свадебного наряда.
В настоящее время народный костюм, популярность которого возросла после Поющей революции и последующей независимости является праздничным костюм и неотъемлемым атрибутом ансамблей эстонской народной музыки.

## Основные элементы

### Мужская одежда
- Рубаха (эст. särk, hame) — была холщовой, туникообразного покроя и с прямым разрезом, достигала бёдер и имела либо отложной либо невысокий стоячий воротник. В зависимости от региональных традиций рубаха могла либо носиться навыпуск либо заправляться в штаны.
- Штаны (эст. püksid) — как правило, были до колен, но на юге были в употреблении и длинные, до половины голени. Опоясывались кушаком или ремнём, позднее держались на подтяжках. Как правило, изготавливались из сукна, но летние штаны были холщовыми.
- Ваммус (эст. vammus) — короткая суконная куртка.

### Женская одежда
- Рубаха — также была туникообразного покроя, но доходила до лодыжек и имела широкие рукава. В жаркую погоду женщины ходили в одних рубахах, но обязательно подпоясанные.
- Юбка (эст. seelik) — будничная была одноцветной, праздничная — продольно-полосатой.
- Сыба (эст. sõba) — шаль-покрывало, набрасывавшееся на плечо при холодной погоде, могла быть праздничной одеждой. Как правило, сыба была темно-коричневого, у зажиточных белого цвета и тщательно отделана цветным шнуром. Женщины южных и центральных приходов Западной Эстонии носили на плечах два платка: белый полотняный и красный шелковый поверх него.
- Кампсун (эст. kampsun) — верхняя кофта, сшитая в талию из сукна темно-коричневого, синего или серого цвета; она надевалась поверх рубахи.
- Лийстик (эст. liistik) — лиф, сходный но покрою с кофтой.

Женская одежда украшалась вышивкой, на севере страны из белых нитей, а на юге — красных.

### Верхняя одежда
- Пикк-кууб (англ. pikk kuub, у сету — хярмак (эст. härmak)) — длинный приталенный кафтан из серого, коричневого и синего сукна или холста. Мужской и женские кафтаны имели один и тот же покрой, но мужской был украшен скромнее.
- Шуба (эст. kasukas) — изготавливалась из овчины, носилась зимой.
- Рюю (эст. rüü) — холщовый плащ-балахон с капюшоном.

### Головные уборы
Мужчины носили меховые шапки, тюбетейки и валяные или фетровые шляпы с узкими полями. Замужние женщины оборачивали вокруг головы намётку-линик (эст. linik) или носили чепец (эст. tanu), девушки — очелье.

### Аксессуары
- Сыльг (эст. sõlg) — круглая, конусообразная металлическая пряжка, носившаяся женщинами на груди и шее во время праздников.
- Вёэ (эст. vöö) — пояс-кушак. Женский был тканым на ниту с браным узором, а мужской — сплетенным или сотканным на станке.
- Голенные подвязки — тканые полоски с кисточками на концах, завязывавшиеся на чулках под коленом для того, чтобы чулки не спадали. В мужском костюме они также скрепляли штанины коротких штанов.

### Обувь
Обувью служили поршни (эст. pastlad), лапти, на острове Сааремаа пятид (эст. pätid) — тканые туфли с просмоленной подошвой, а позднее — башмаки общеевропейского фасона, надевавшиеся на вязаные чулки. Мужчины на праздник надевали сапоги.

## Различия по регионам и этническим группам

### Северные регионы
Особенностью североэстонской женской одежды было наличие коротких у рубахи либо их отсутствие, на которую надевали кяйсед (эст. käised), пышную блузку с длинными рукавами, позаимствованную у костюма шведок. Вместо чепцов жительницы севера носили горшкообразные кокошники и венцы (эст. kabimüts, pottimüts). На северо-западе цветовая гамма верхней одежды была преимущественно тёмной: чёрного и тёмно-коричневого цветов, в расцветке полосатых юбок, появившихся раньше, чем на остальной территории Эстонии, благодаря близости Таллина, доминировали зелёный, синий и красный цвет. Важной особенностью североэстонской женской одежды был своеобразный растительный орнамент, которым вышивали нижний край блузки-кяйсед и головные уборы.

#### Сааремаа
Характерной особенностью костюма этого острова были вязаные колпаки с кисточками (эст. tutt-müts), носившиеся женщинами: замужние. По праздникам женщины носили отделанные мехом шапки и харьютану (эст. har-jutanu), сороку на твёрдом каркасе, во второй половине XIX в. распространились «копытообразные» кокошники пинньмютс. Также женщины носили наплечный красный плат, складывавшийся треугольником и цеплявшийся булавкой или сыльгом. Мужчины оборачивали вокруг воротника клетчатый шейный платок.

#### Хийумаа
В целом комплекс одежды был сход с сааремааским, но развивался своим путём с незначительным шведским влиянием. Кяйсед на этом острове продержалась до 1890-х годов, одноцветные юбки — до 1870-х, в целом народный костюм вышел из употребления к 1930-м годам.

#### ЛяэнемааиПярнумаа
Костюм этих областей сочетал в себе отдельные черты, характерные для южноэстонского, североэстонского и островного костюмов, наряду с некоторыми специфичными элементами. Комплекс женской одежды состоял здесь из рубахи, юбки, наплечного платка и кампсуна, молодые женщины носили часто лиф-лийстик. Верхняя одежда жителей Ляэнемаского уезда, как и на севере Эстонии, была но преимуществу синего цвета, в Пярнуском уезде темно-коричневого и отделана красным шнуром и нашивками из цветного сукна или позумента, как в южноэстонском типе. В XVI—XVII веках женщины в Ляэнемаа носили кожаный пояс с медными накладками и цепочками рыхуд.
Костюм волостей Лихула и Кирбла характерен преобладанием красного в цветовой гамме. С конца XIX века стали популярными красные юбки со цветастой вышивкой, в начале XX века цветовая гамма стала более сдержанной и однородной. Рубахи из Лихулы и Кирблы имели широкие рукава. Также в конце XIX века рубахи стали украшать красной вышивкой крестом, особенно богато украшались женские и мужские свадебные рубахи.

#### Ярвамаа
Головным убором женщин в Ярвамаа служил полотняный конусовидный чепец с вышивкой, подобной узору на кяйсед, или шёлковая шапочка на картонной основе. Полосатая юбка была пяти-семицветной. Одежда украшалась растительным орнаментом, выполненным чаще всего шёлком в технике «гладь» с применением золотой и серебряной нитей.

#### Кихну
С середины XIX века жительницы этого острова носили ситцевую блузку, заменившую бытовавшую раннее традиционную кяйсед. Жители острова традиционно были моряками, и поэтому из плаваний привозили своим жёнам фабричные ткани и платки русского производства. Кихнуская блузка кроилась по подобию мужской тужурки, у неё нет вытачек на груди, а стоячий воротник, манжеты и планка для пуговиц выкраивались прямыми, по обеим сторонам пуговичной планки вшивались две складки. Вдовы носили блузки из синих тканей, а остальные — из ярких красно-розовых.

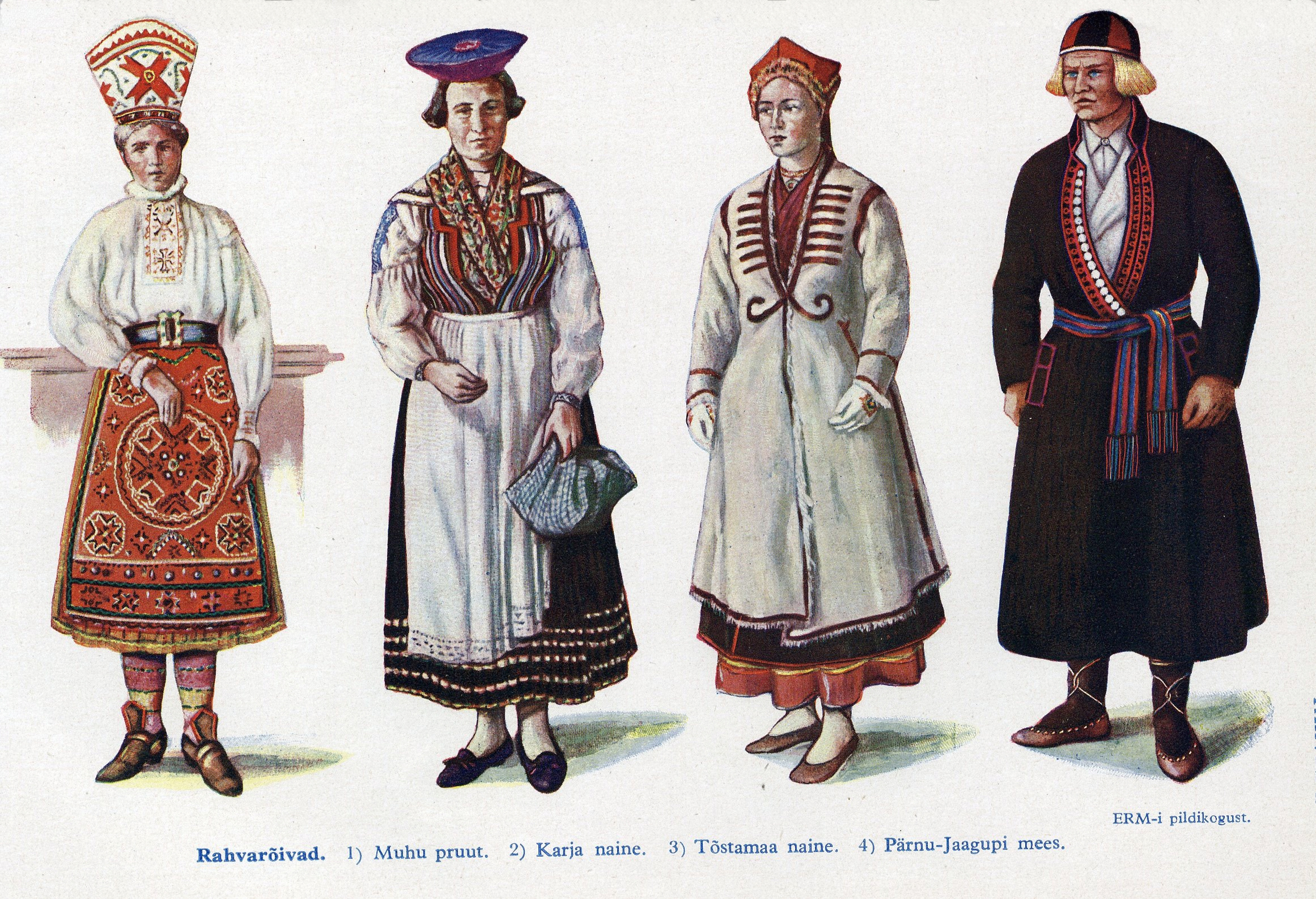
Костюмы севера Эстонии, слева направо: остров Муху, Карья (о-в Сааремаа), Тыстамаа, Пярну-Яагупи
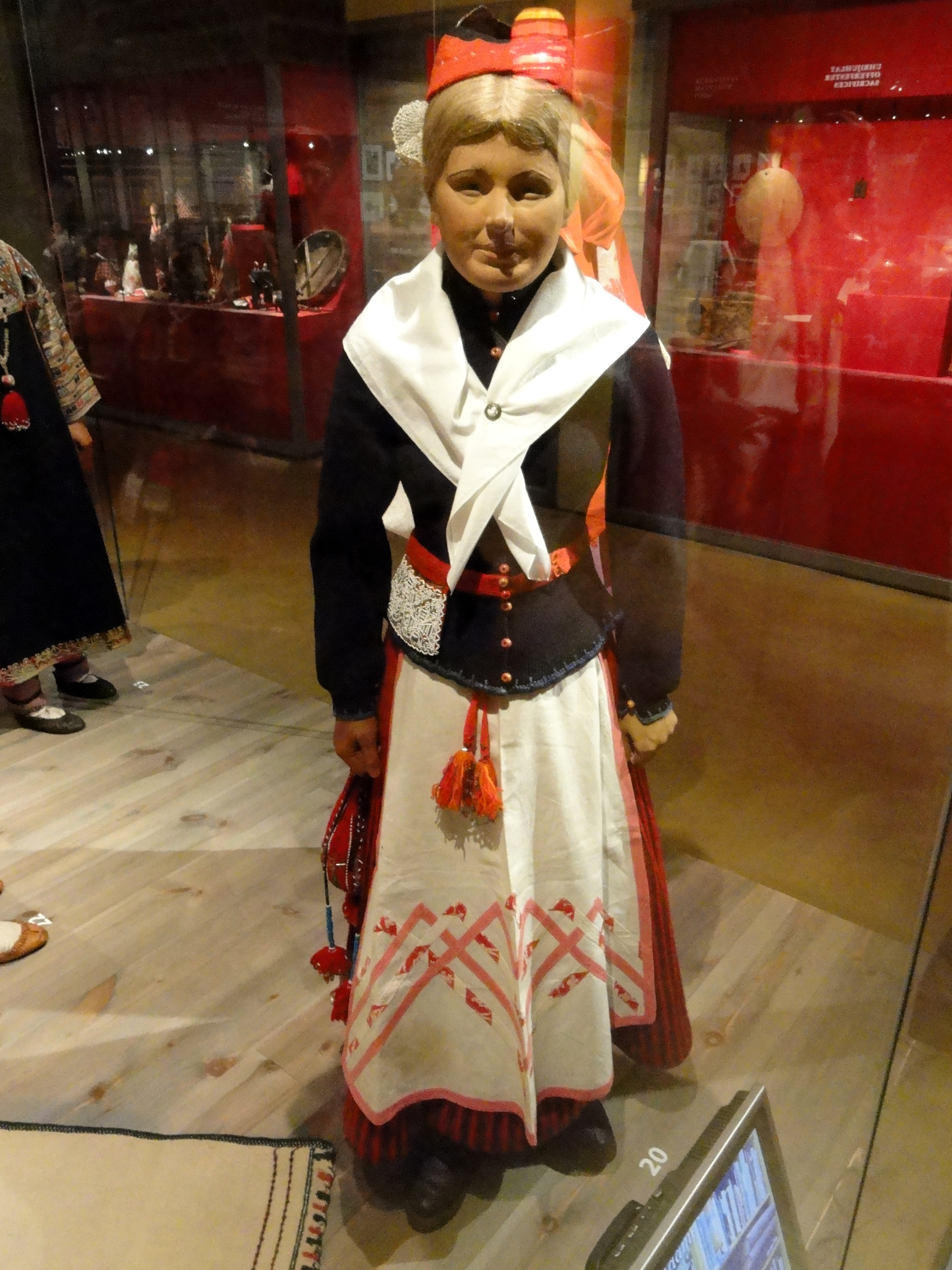
Костюм Сааремаа, экспозиция хельсинкского музея культур
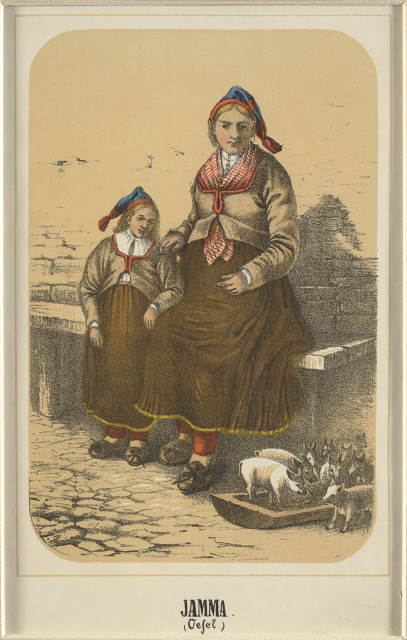
Жительницы села Ямая на Сааремаа*
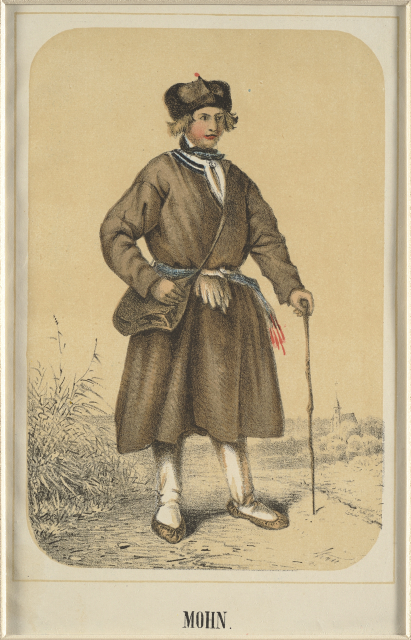
Житель Муху*
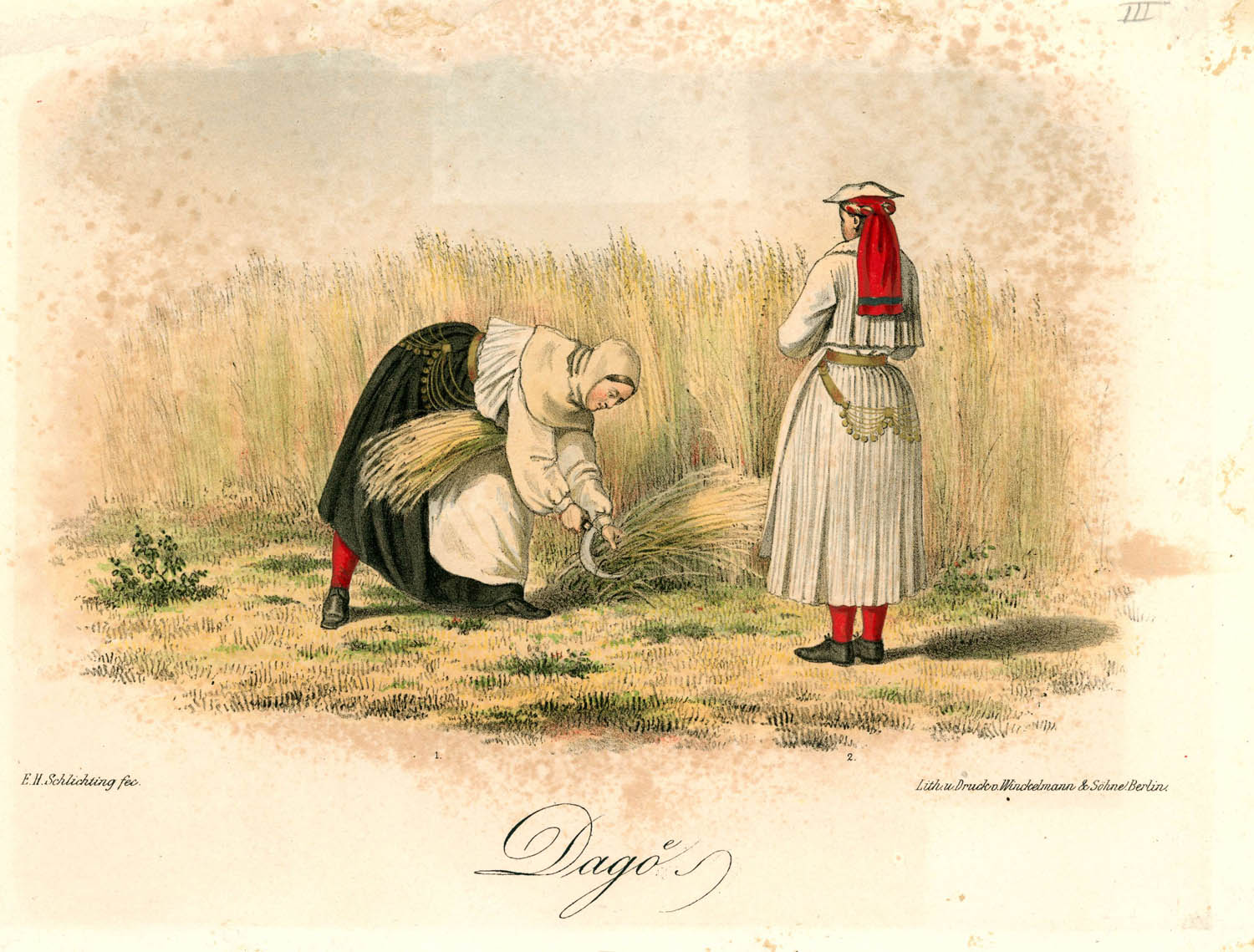
Жатва в Хийумаа*
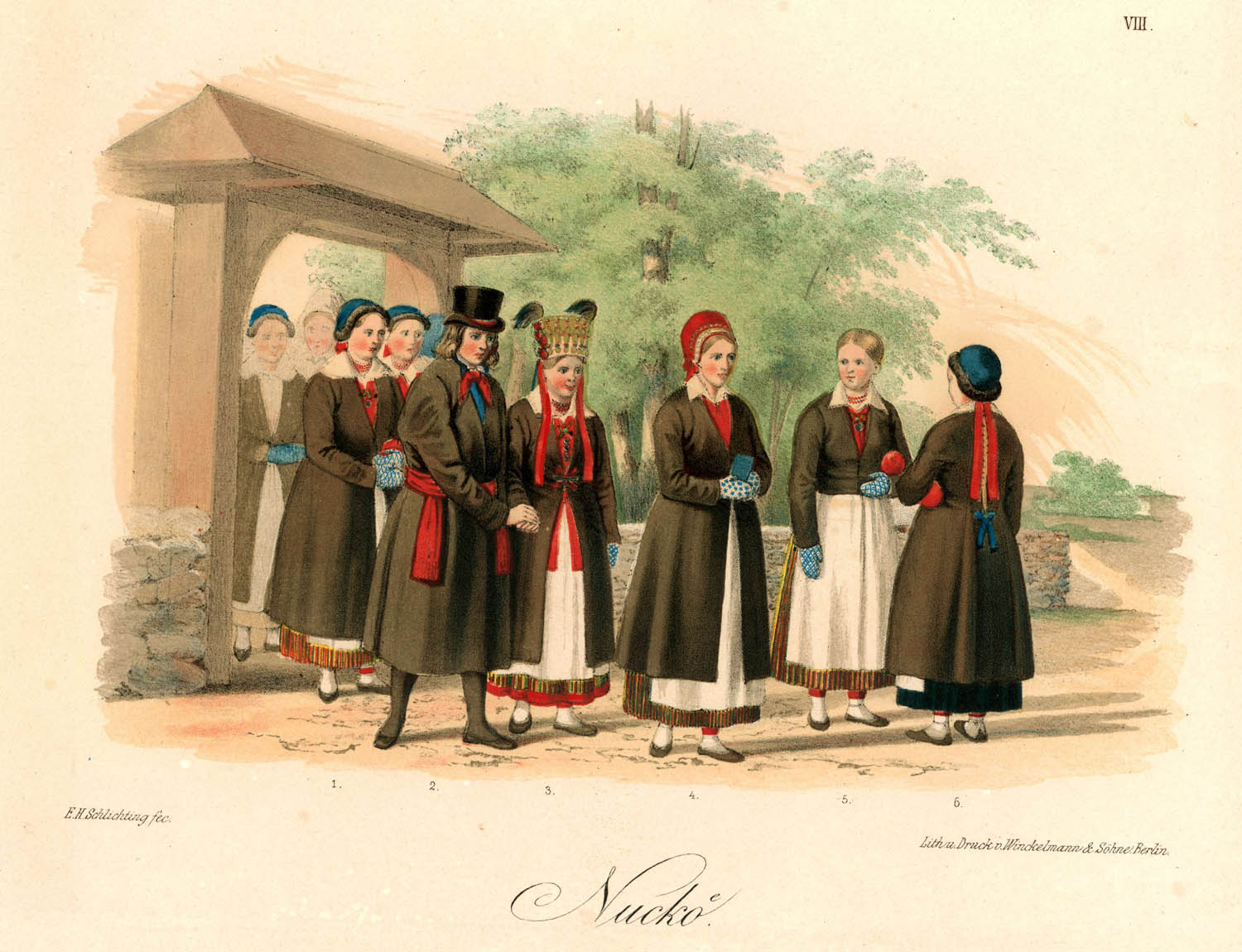
Свадьба в Ноароотси*
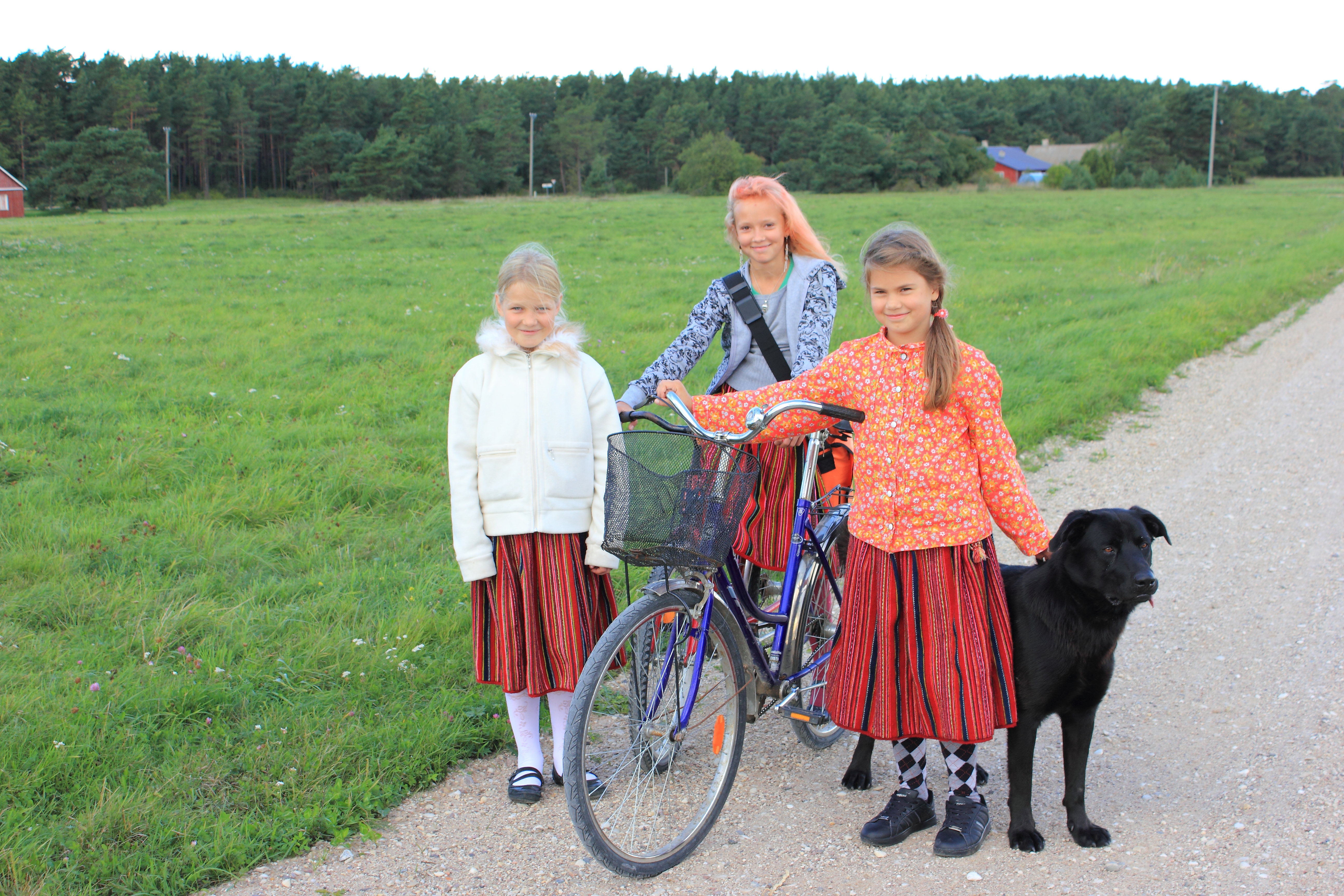
Школьницы с острова Кихну, крайняя справа — в традиционной кофте
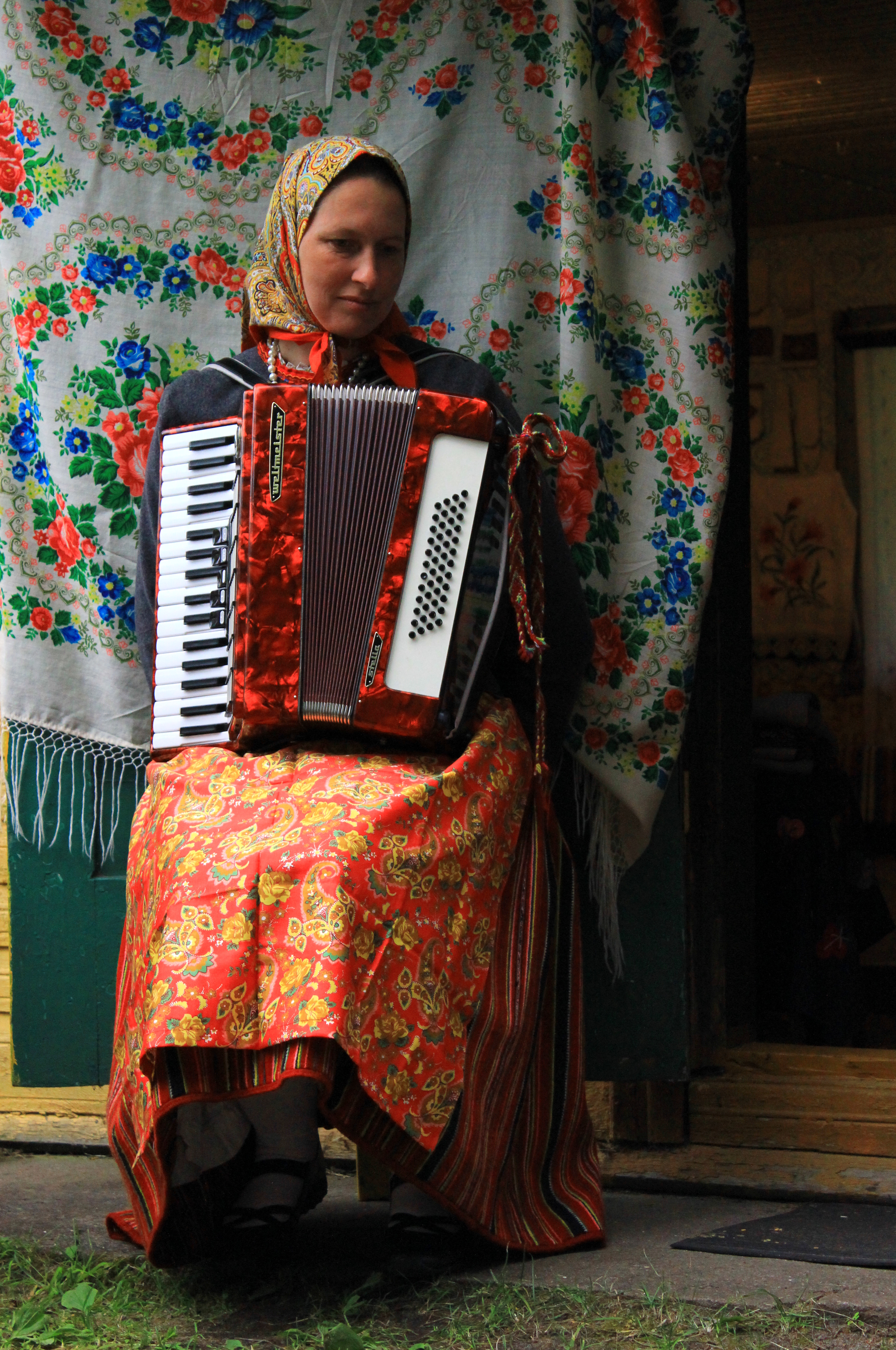
Женский народный костюм Кихну
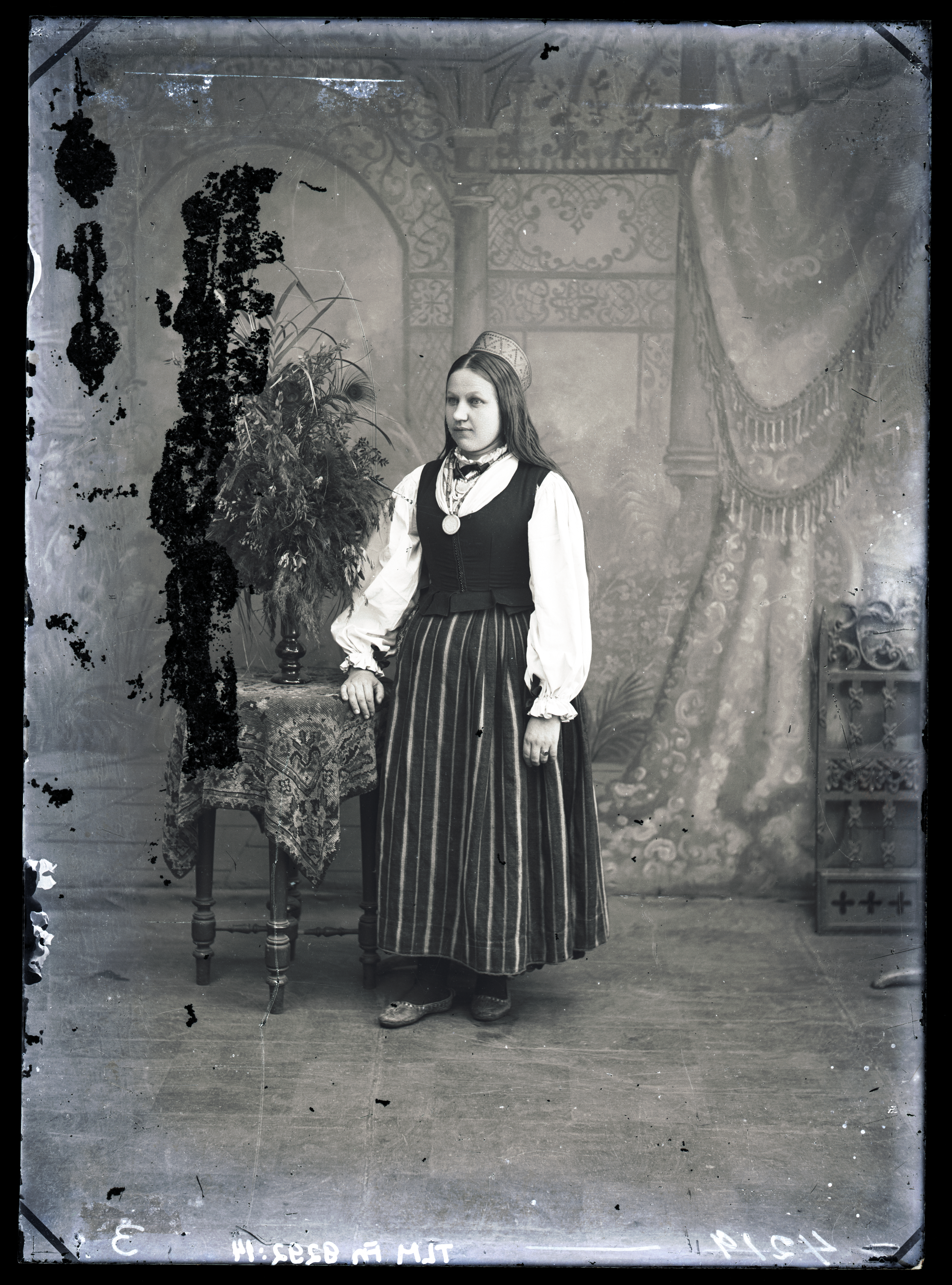
Крестьянка из под Таллина, 1890-е гг., фотография
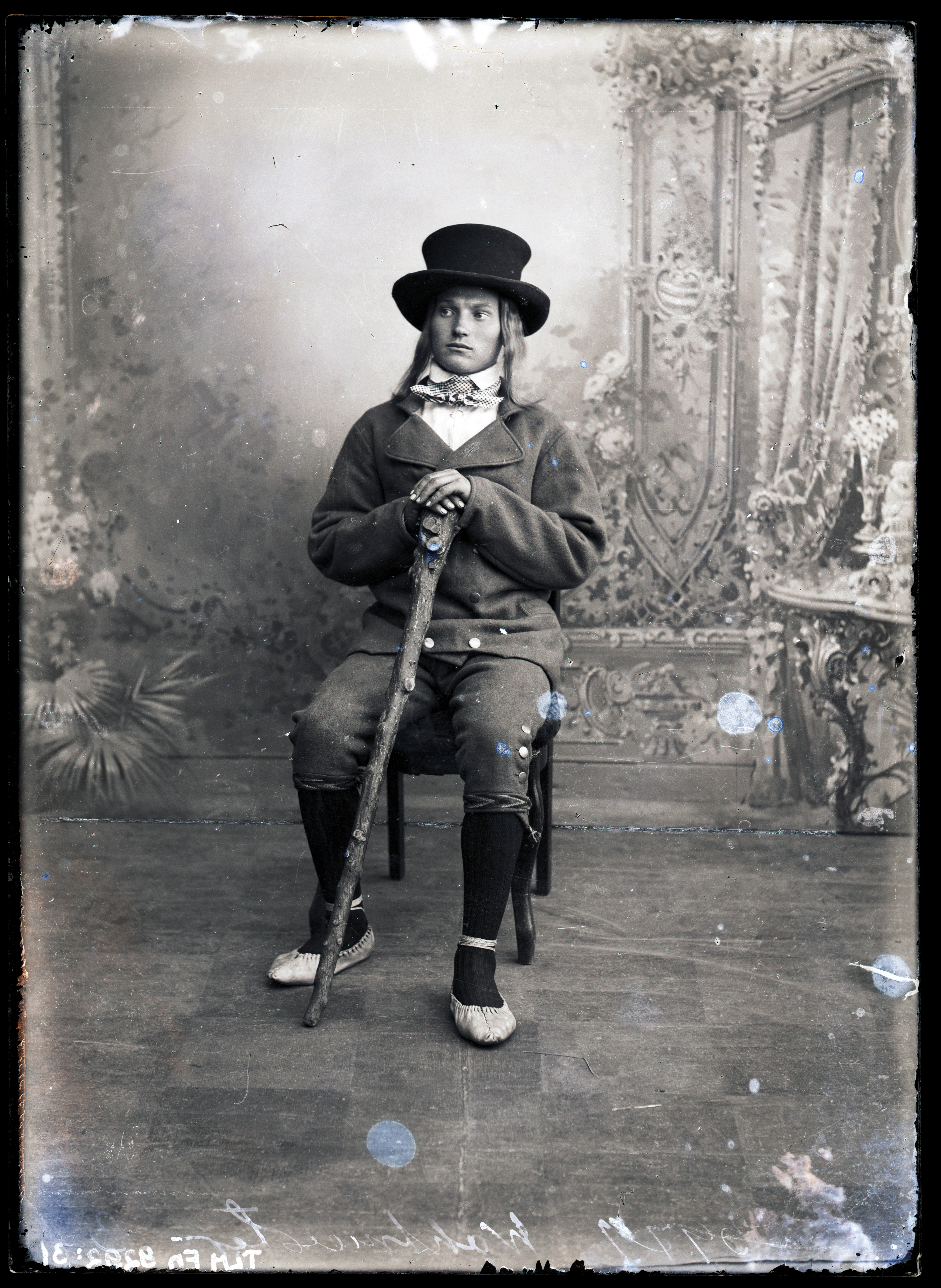
Юноша из Козе в народном костюме, фотография
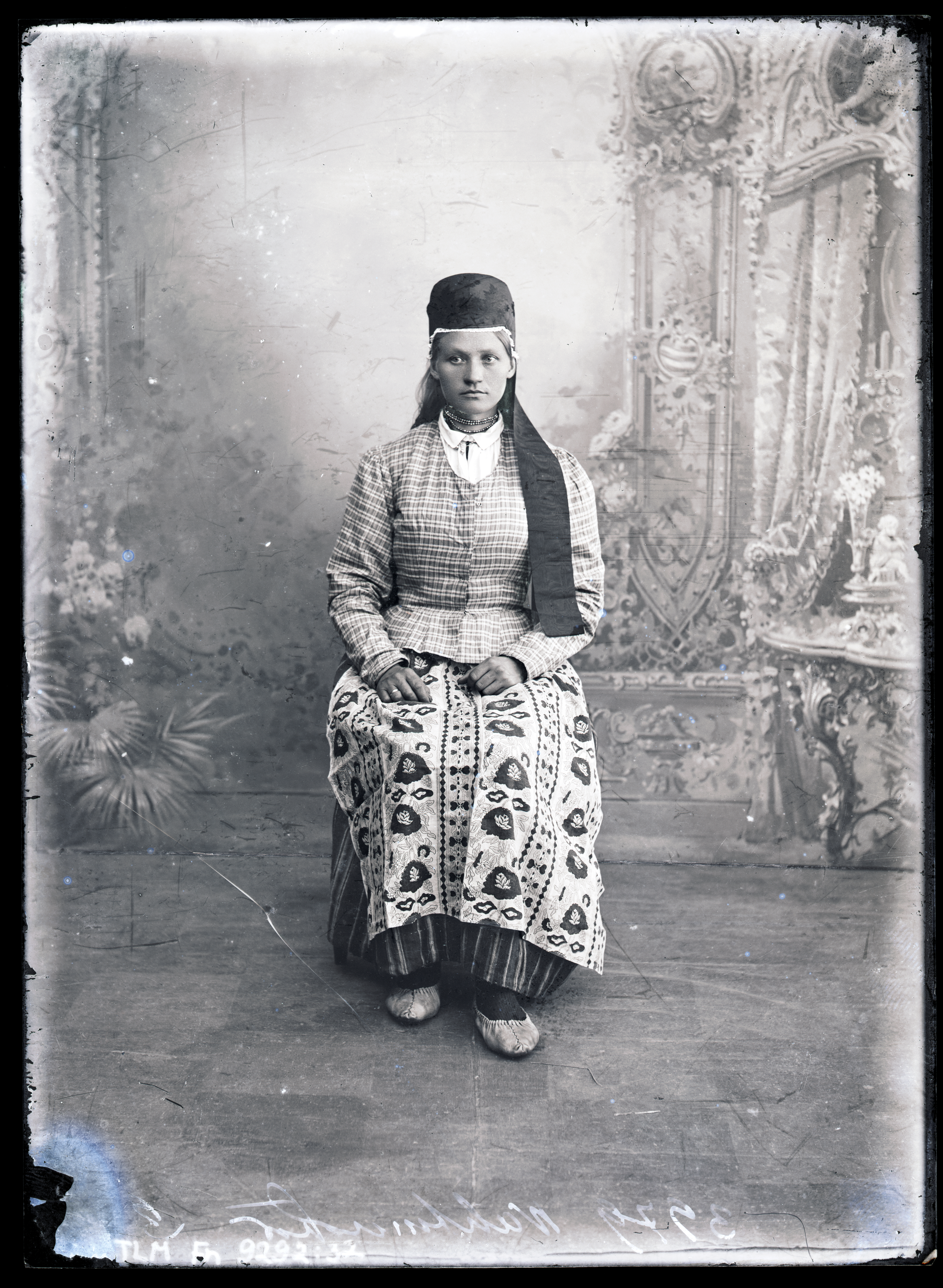
Девушка из Козе в народном костюме, фотография

* Литографии Фридриха Зигмунда Штерна, середина XIX века

### Южные регионы
Юг Эстонии традиционно был более консервативным, поэтому в костюмах сохранилось больше архаичных элементов, особенно в костюме невест. Тем не менее, к концу XIX века рубаху стали украшать вышивкой.

#### Мульгимаа
В одежде мульков — жителей Мульгимаа больше всего сохранились древние элементы, в частности удерживались вышитые набедренники, свисавшие с боков от пояса. Замужние женщины носили еще передник — вместе с намиткой его торжественно надевали невесте во время свадьбы. После этого появиться без них было неприлично. В женской рубахе отверстием для шеи служил простой вертикальный разрез.

#### Сету
Одежда сету заметно отличается от костюма других южных эстонцев. Она сохранила некоторые древние черты и вместе с тем восприняла много русских элементов. До начала XIX в. женщины сету одевались, в общем, как и в южной Эстонии: одноцветная черная юбка, набедренник, наплечное покрывало и полотенчатый головной убор. В первой половине XIX в. женщины сету поверх туникообразной рубахи с длинными рукавами стали надевать глухую наплечную одежду типа сарафана — рююд (эст. rüüd) с длинными ложными рукавами, как и у русских Псковщины, позднее он начал краситься в синий цвет. Выходной сарафан — китасник (эст. kitasnik) шили из покупной синей китайки. Праздничной наплечной одеждой служил синий, а позже черный «сукман», сходный по покрою с прежним рююд, однако без ложных рукавов. Линик сету был очень длинным и походил на линики ижорских женщин. По праздникам женщины сету носили сылъг и по нескольку ожерелий из крупных серебряных бус и цепочек с подвесками.
Во второй половине XIX века в мужской костюм проникает русская косоворотка.

#### Вырумаа
Как и на севере Эстонии, женщины носили рубаху без рукавов и кяйсед поверх неё. С конца XVIII века вместо старинного геометрического орнамента кяйсед и чепцы стала украшать цветочная вышивка, которая стала характерной для этого региона.

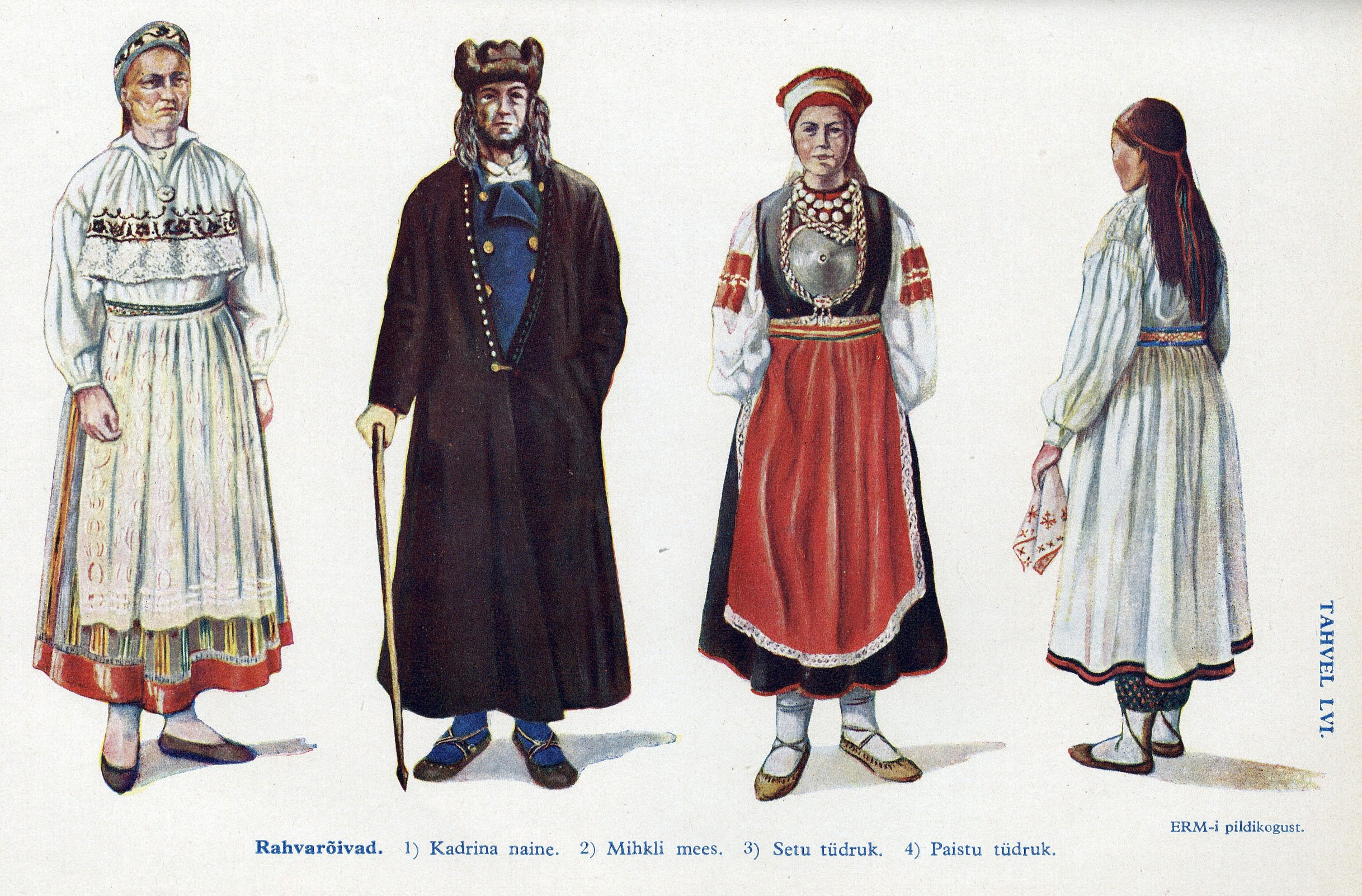
Слева направо: Кадрина, Михкли (Сааремаа), Сетумаа, Пайсту (Вильяндимаа)
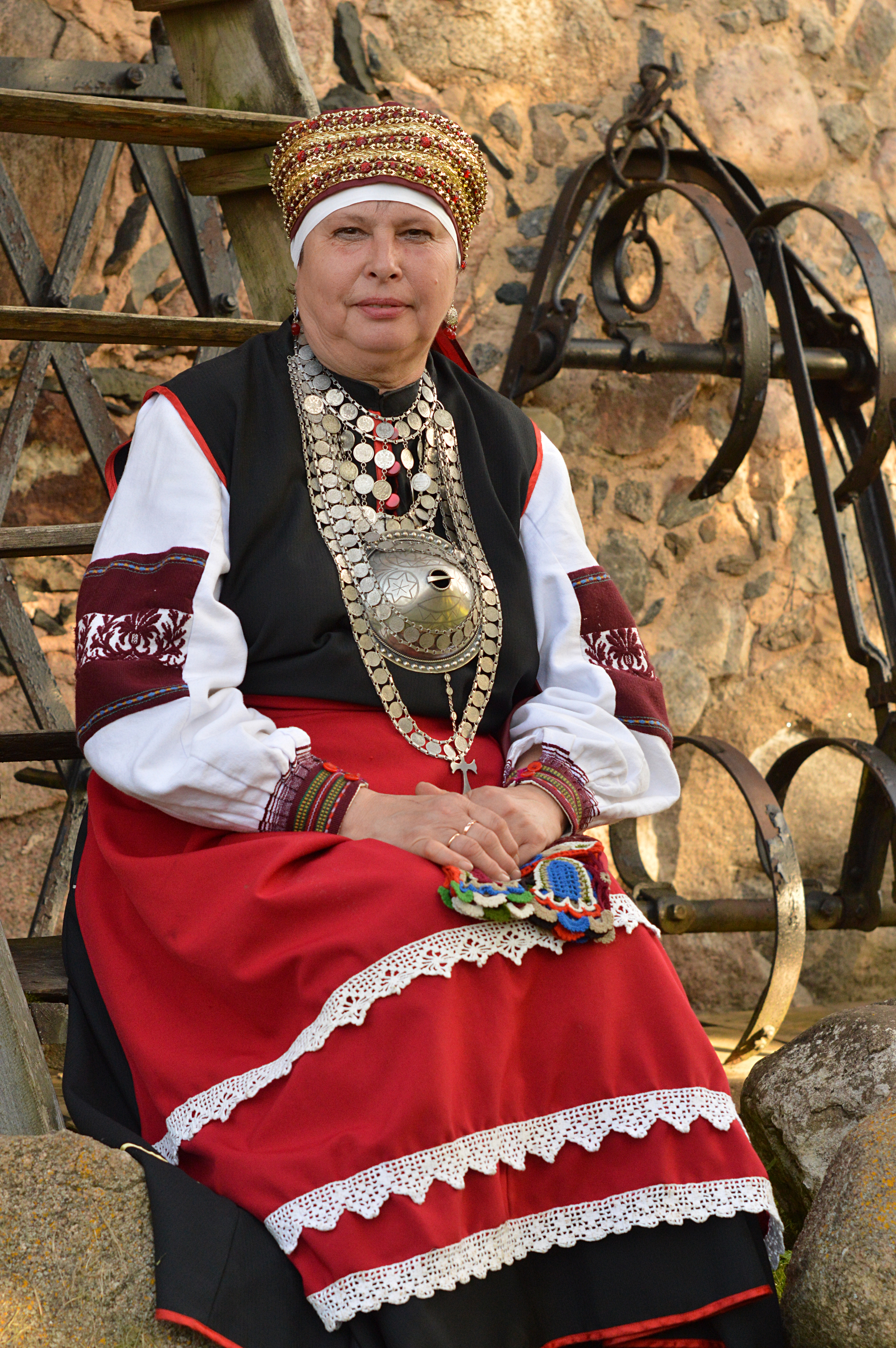
Костюм сету деревни Сигово
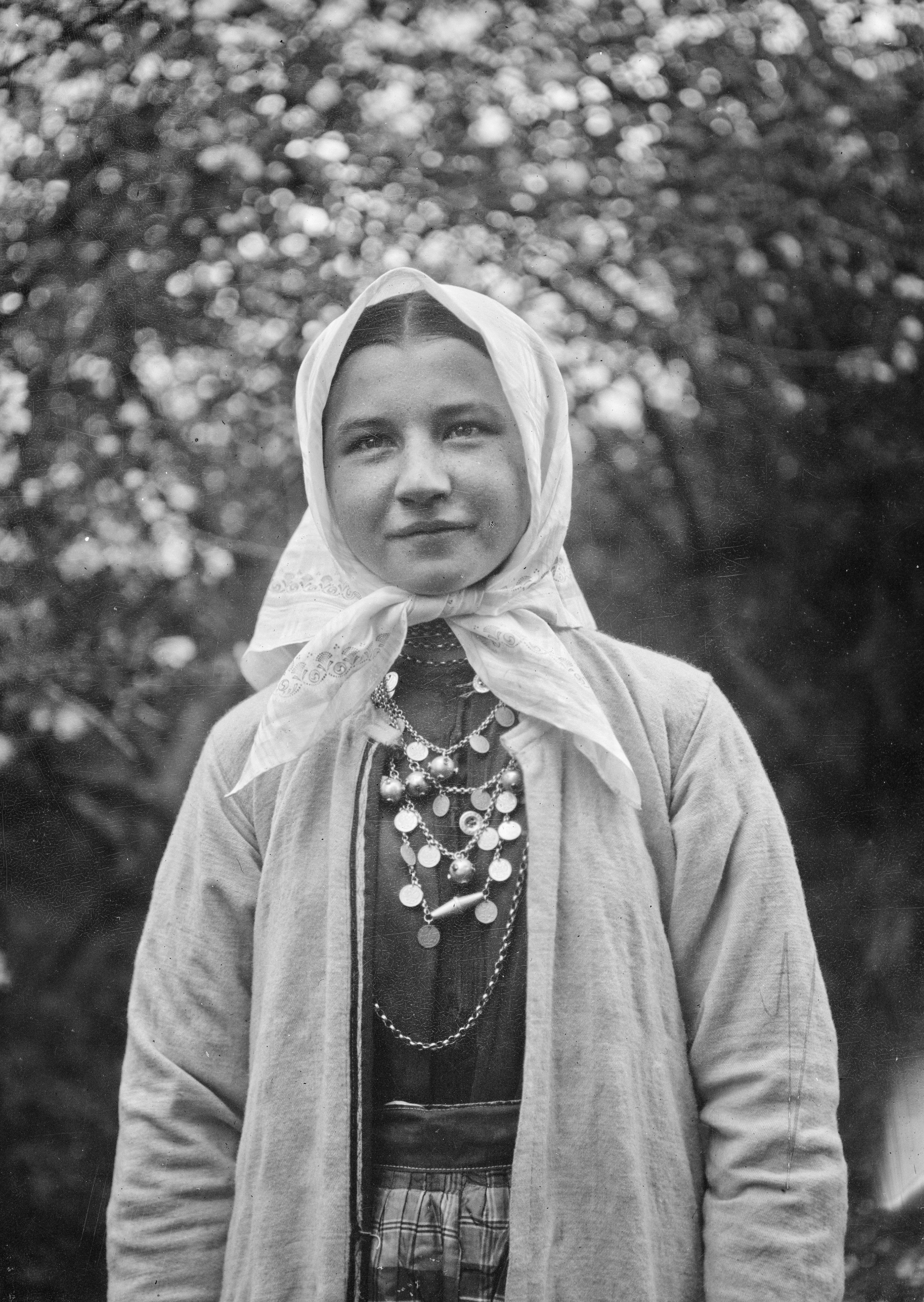
Жительница деревни Андрейково (Алаотса) (Сетумаа), 1912 г.
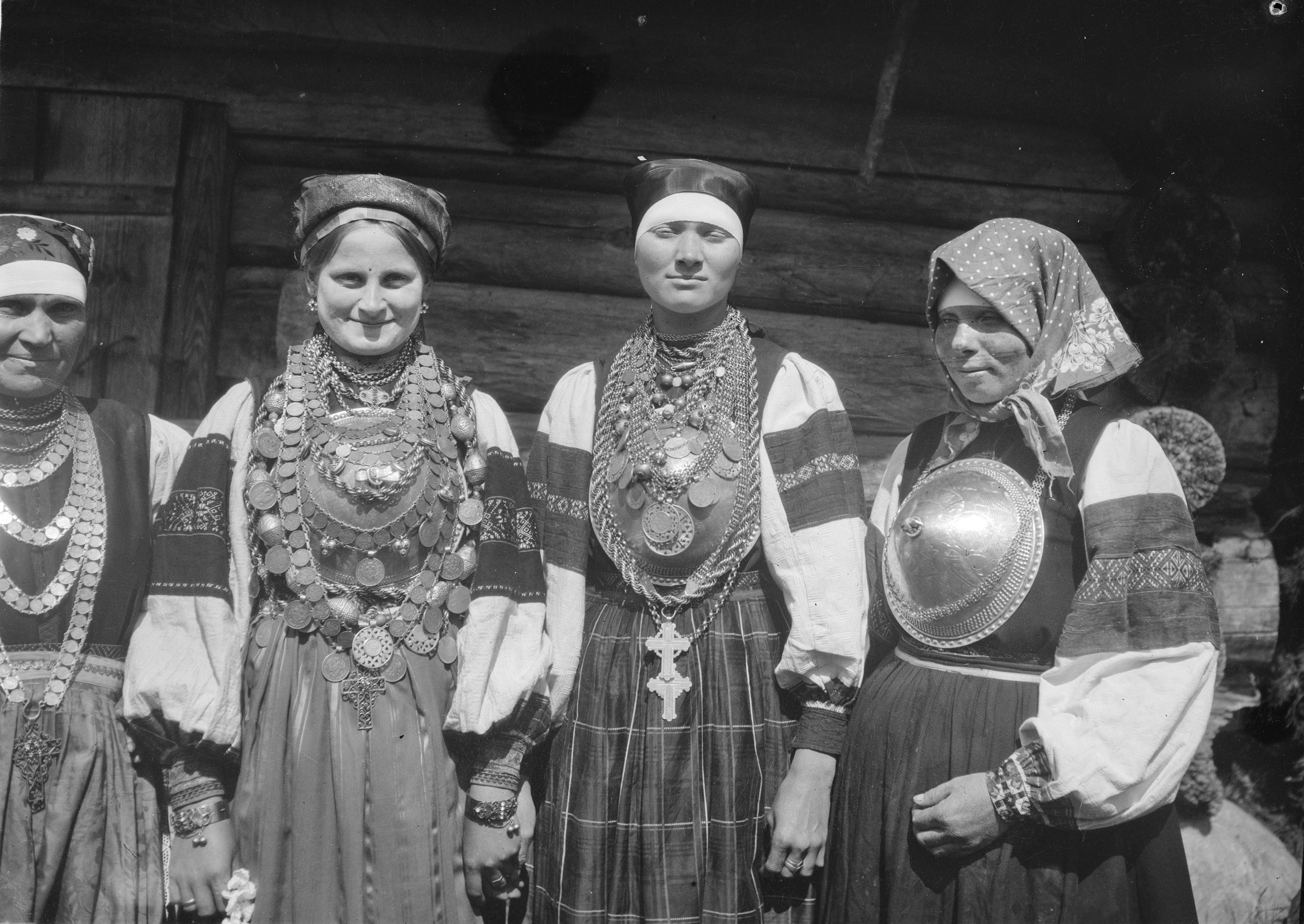
Костюмы деревни Айкова, 1912 г.
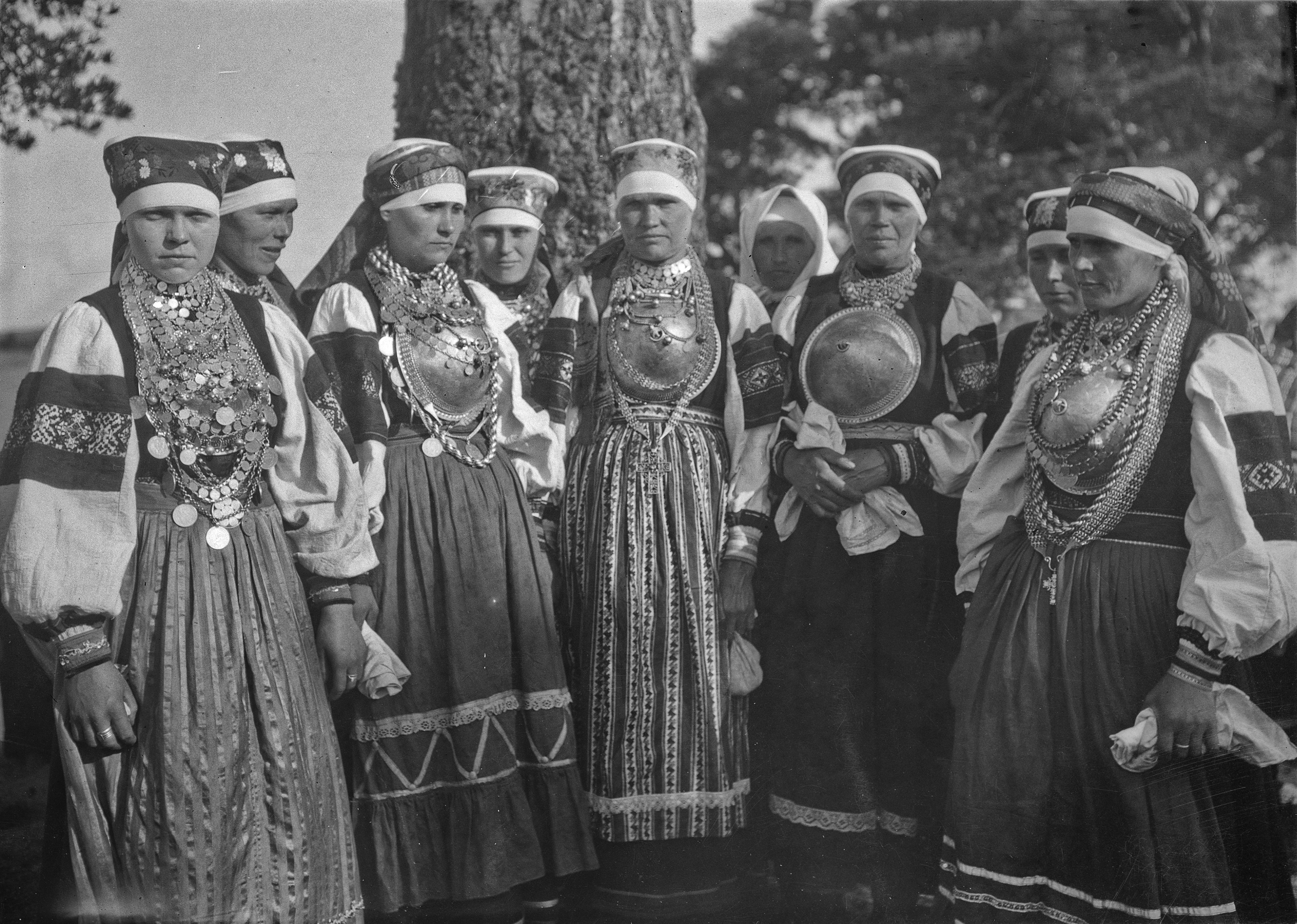
Женщины на свадьбе, село Верхоустье (Вярска), Сетумаа, между 1912 и 1914 г.
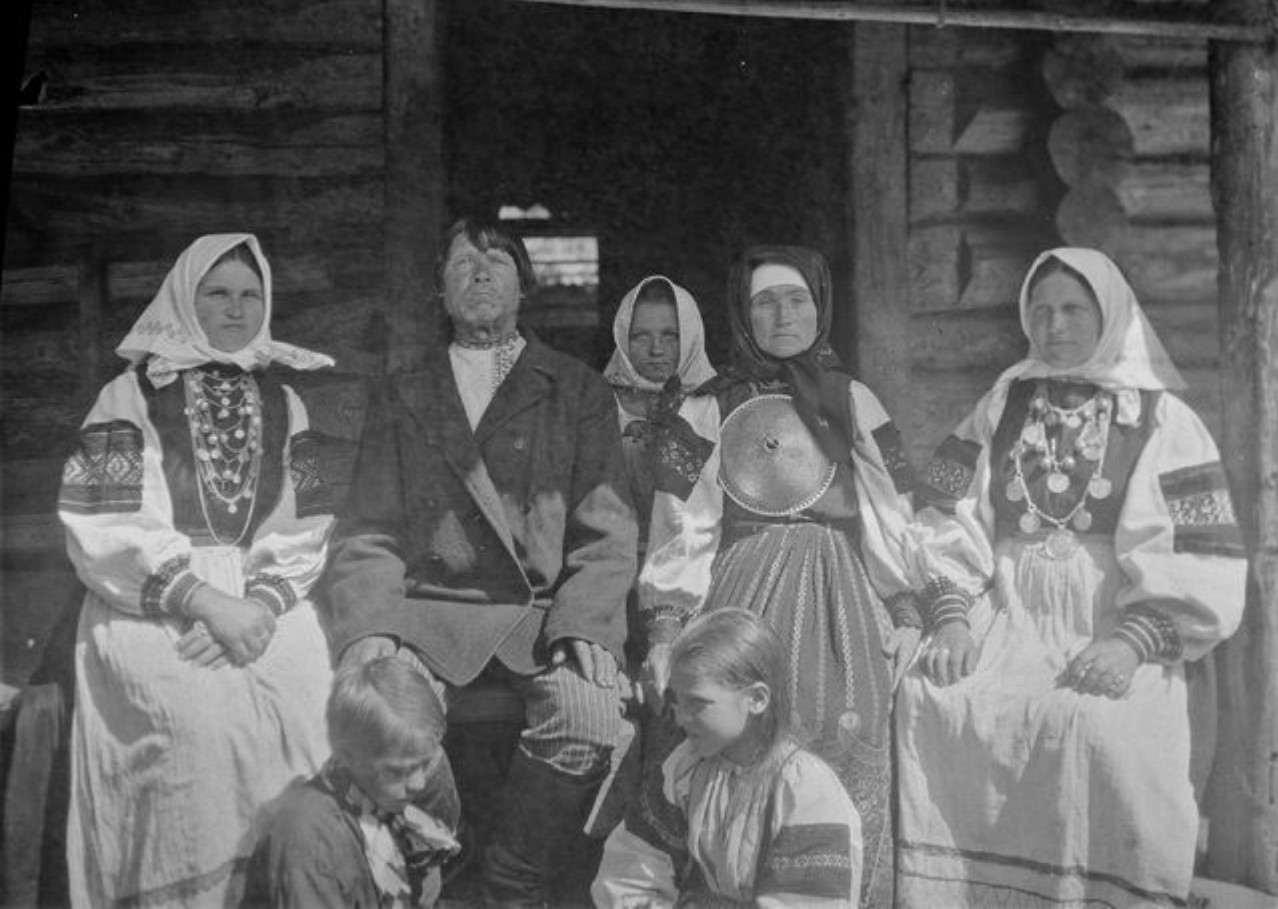
Руновпевец Юрий Лукин из села Вярска со своей семьёй, между 1912 и 1914 г.
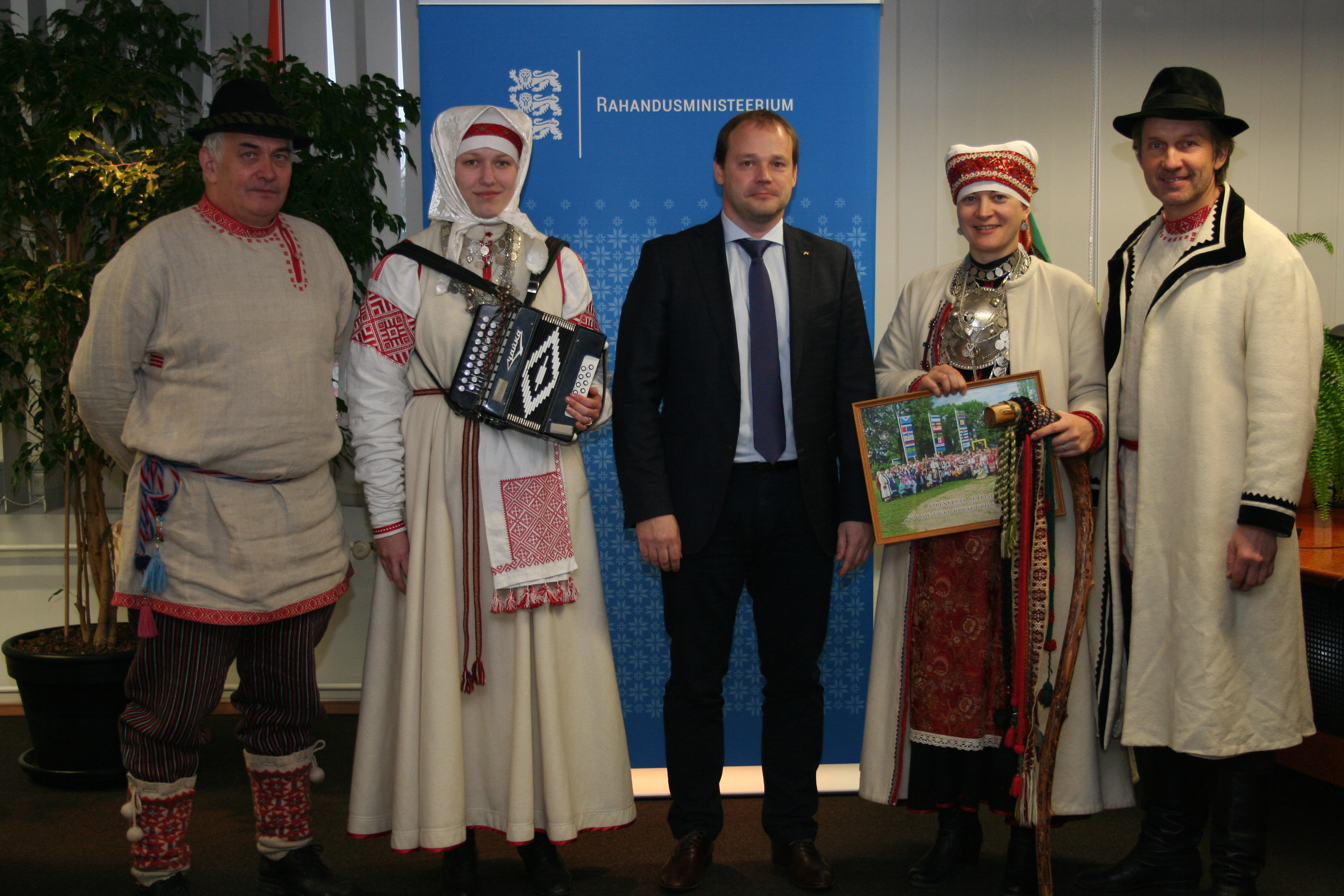
Министр финансов Эстонии Арто Аас вместе с представителями  сету в народных костюмах, 2015 год
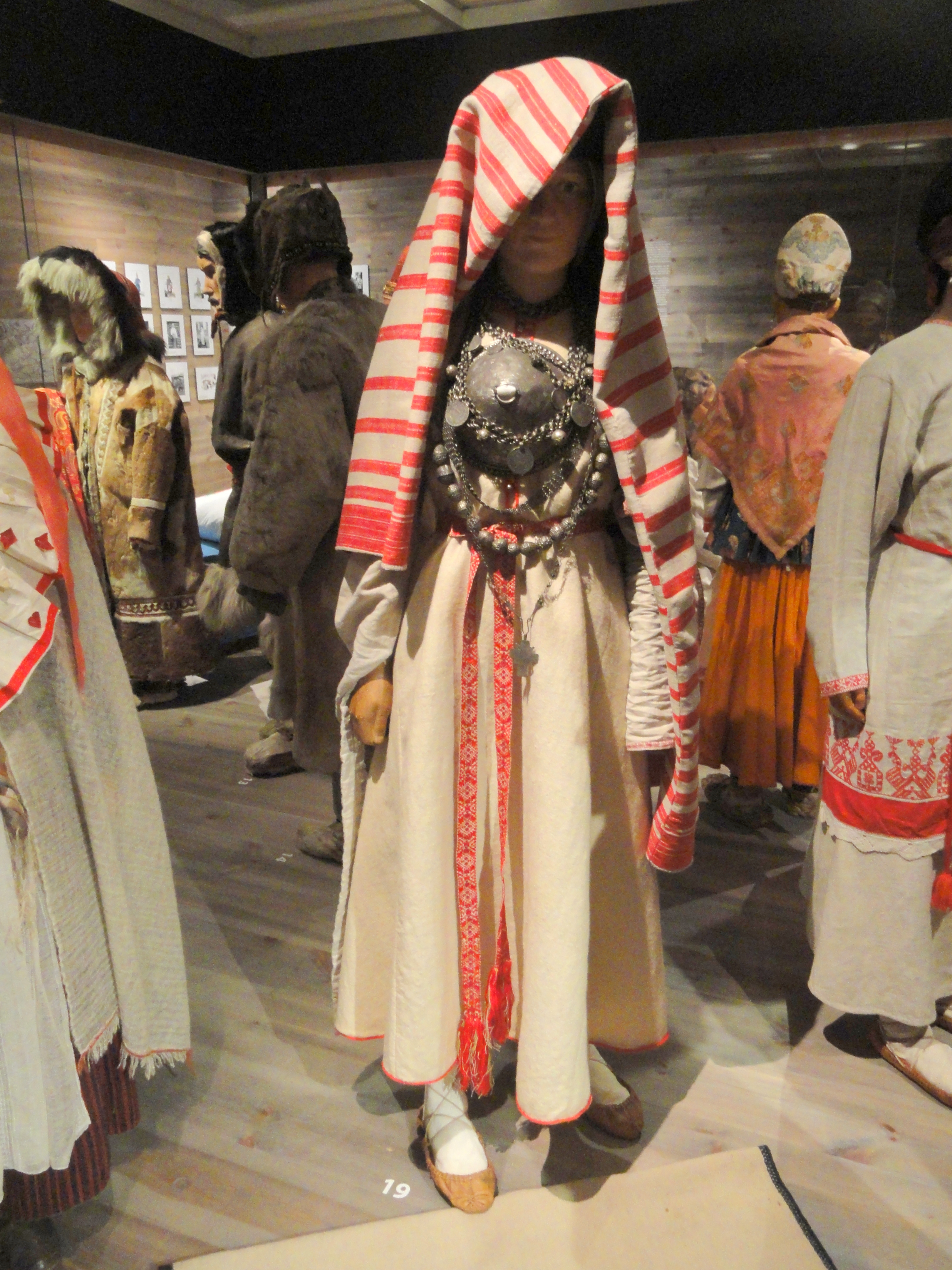
Сетуский костюм, экспозиция хельсинкского музея культур
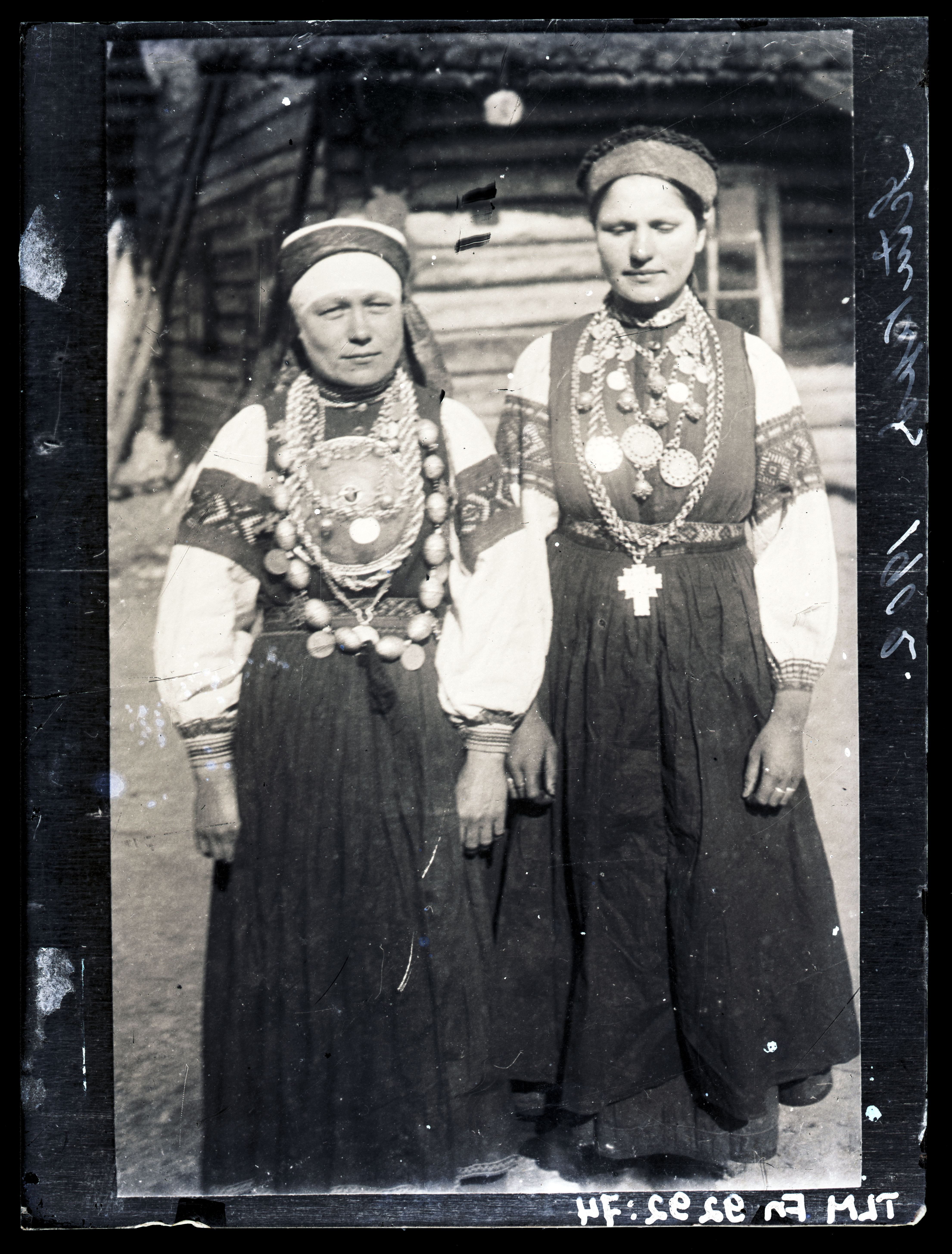
Женщины-сету, фотография 1890-х годов
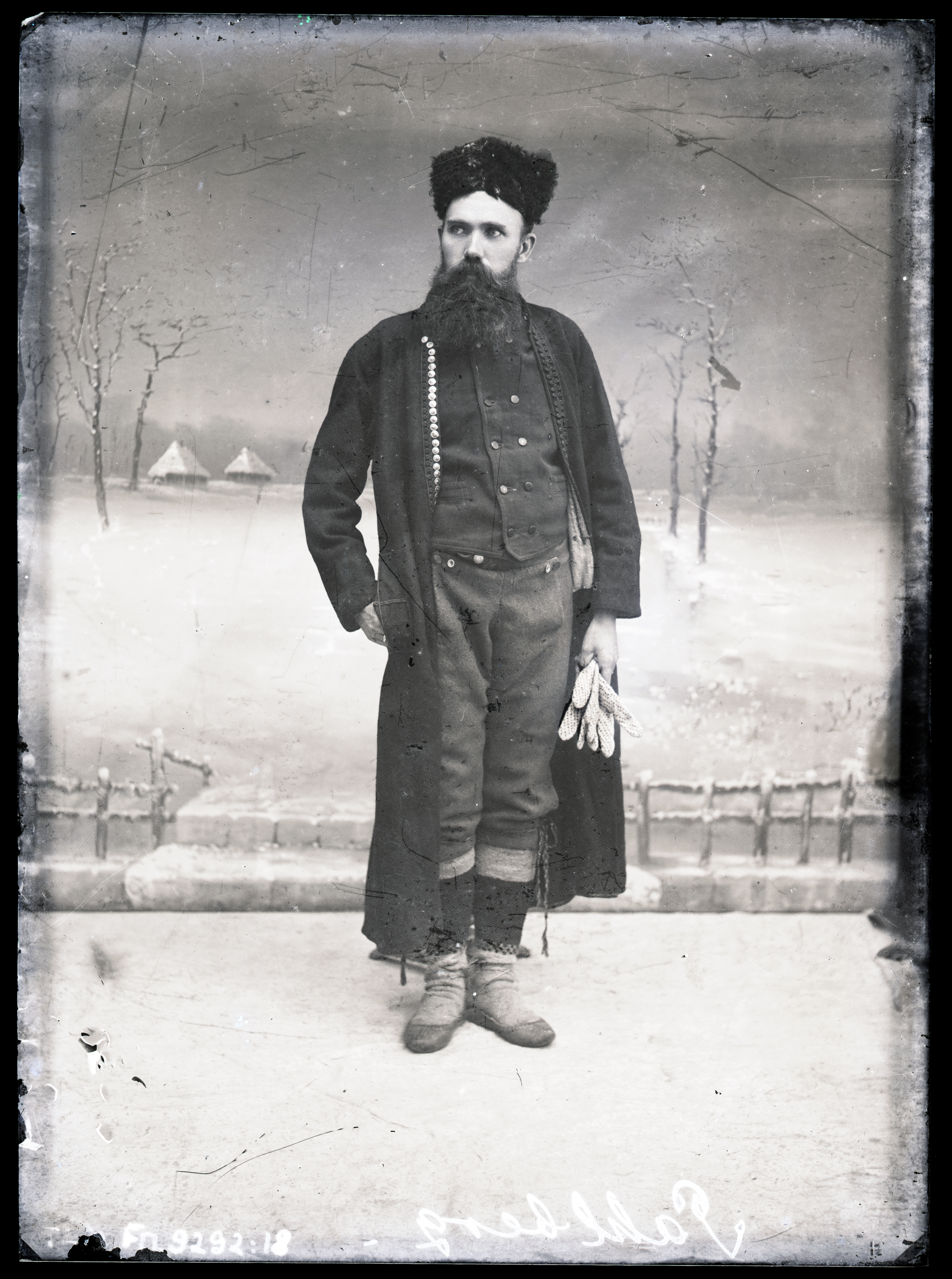
Мужчина сету в зимней одежде, то же самое
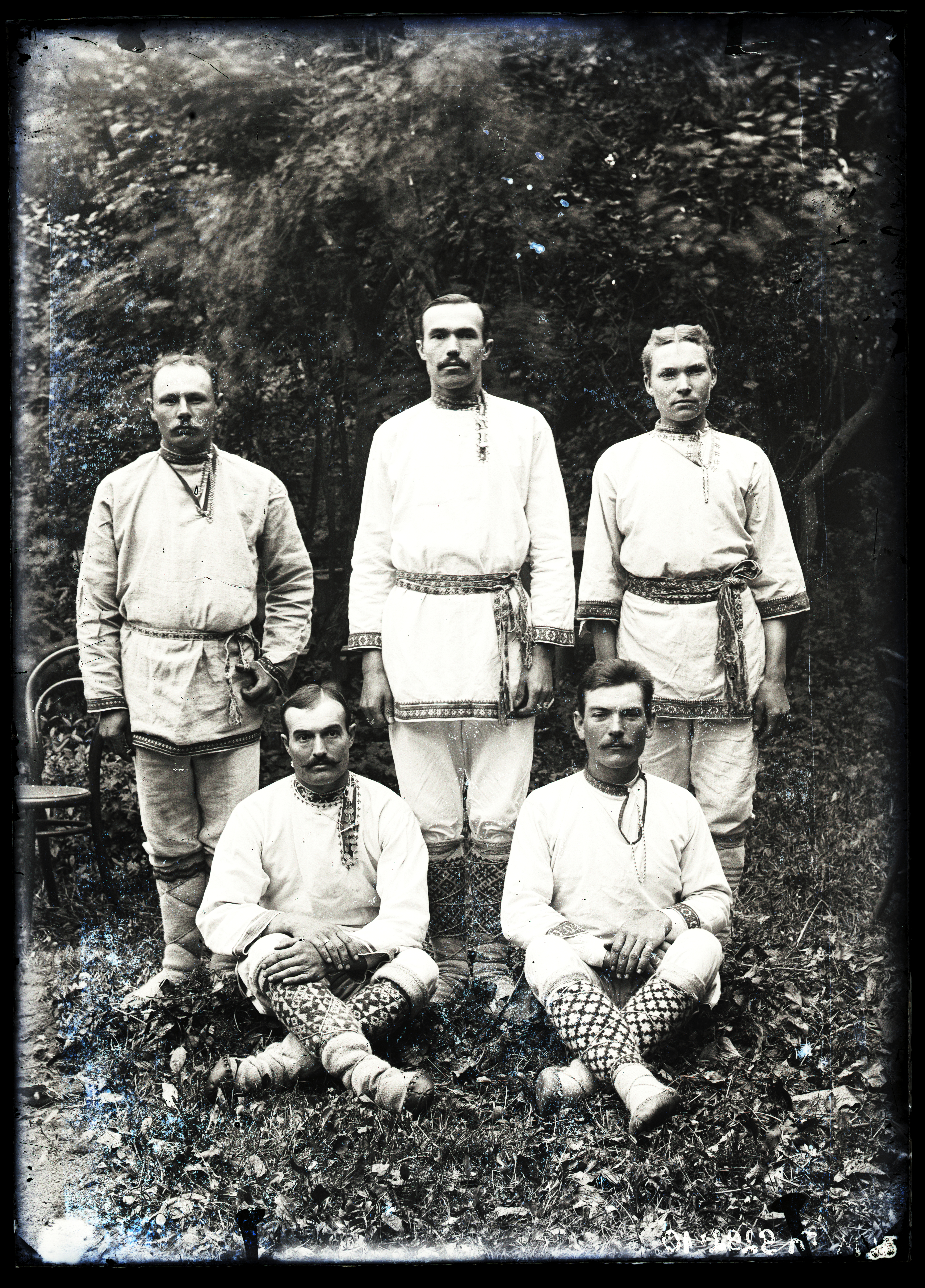
Мужской хор сету, фотография 1896 г.
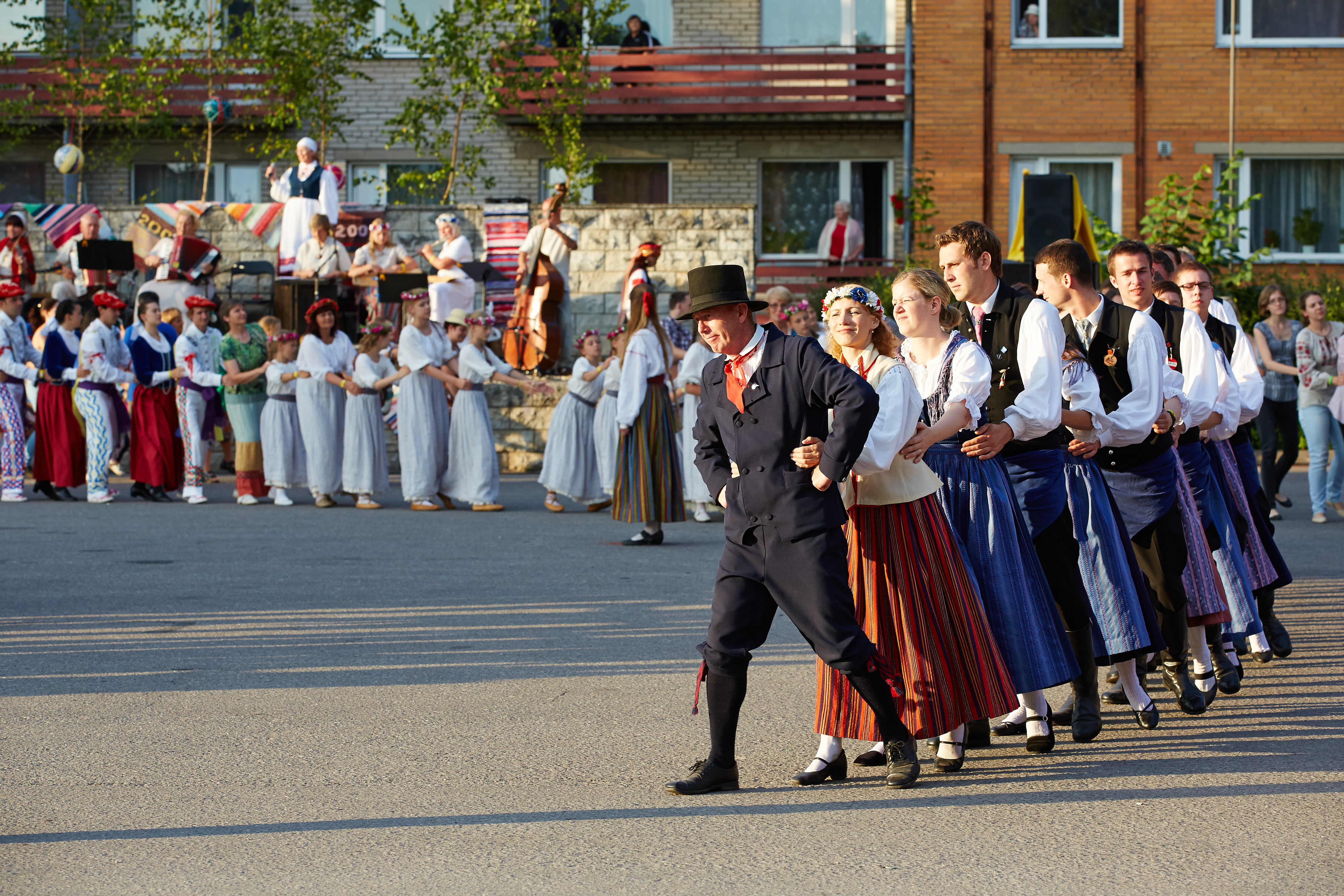
Народный танец выру
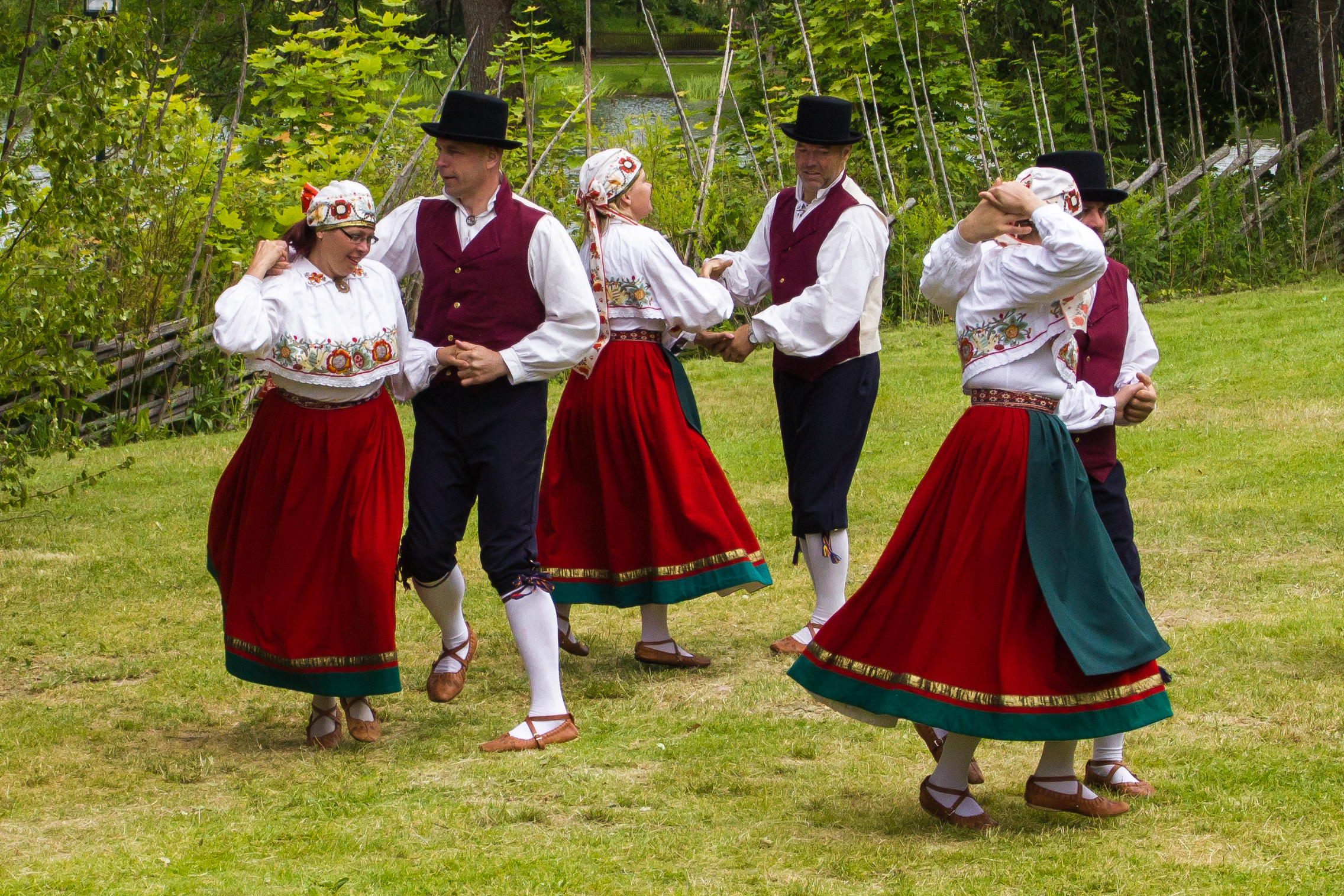
Танцевальная группа из Вильяндимаа
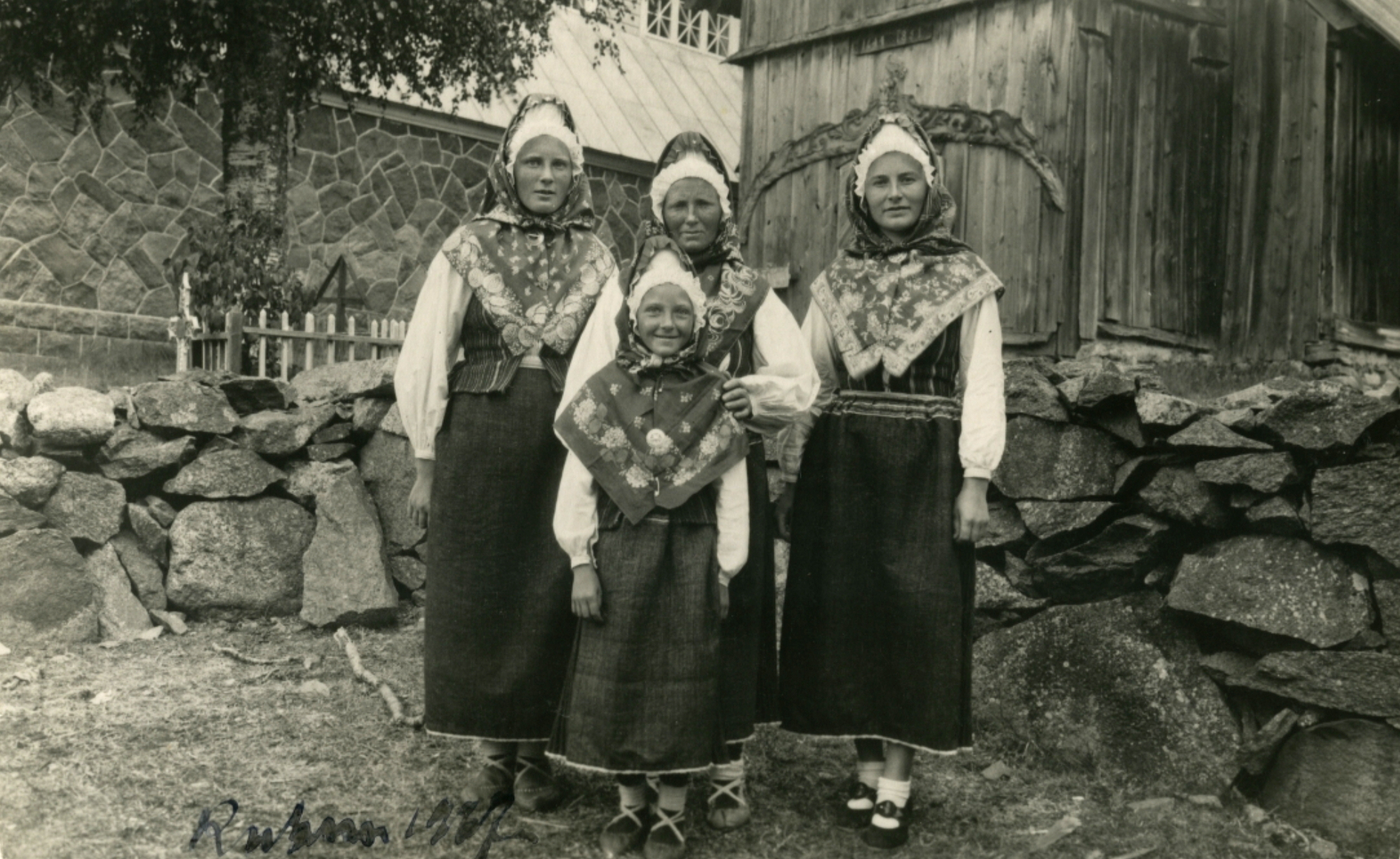
Жительницы острова Рухну в народных костюмах, 1937 год